# At Temzalt
Les At Temzalt (tifinagh: ⴰⵜ ⵜⴻⵎⵣⴰⵍⵜ) sont une tribu kabyle non confédérée, établie dans la partie nord de la vallée de la Soummam. Leur territoire est constitué de la commune de Amizour.

## Géographie

### Localisation
La tribu est établie sur le flanc est des montagnes du Djurdjura, dans la vallée de la Soummam. Ils sont délimités à l'est, par l'Oued Soummam et au sud, par l'Oued Sahel.
| Bounadjeman | At Ɛeyyad, Ait Sidi Ahmed Amokrane | Ait Ameur  |
| Fenaïa      | At Temzalt                         | Ait Bimoun |
| Sanhadja    | At Xeṭṭab                          | Barbacha   |

### Communes et villages
La tribu n'est présente sur une seule et même commune, celle d'Amizour.
| Amizour (20 villages) |
| --- |
| - Aït Oumaouche - Aguemoun - Aït El Kicher - Aït Mana - Aït Mizi - Aït Yahia - Amalou - Azrou - Berri - El hamma - Ferghine - Ibakourène - Ibezghichène - Ibitouten - Iferachène - Ighil Ibezghane - Ihajdaren Ouada - Ihedjrane Ouada - Ikerkourène - Ikharazène - Imaaziouène - Leflih - Tazrout |